# Avaceratops
Avaceratops là một chi khủng long ceratopsia nhỏ, ăn thực vật sống vào thời kỳ cuối tầng Champagne của Creta muộn tại nơi ngày nay là Tây Bắc Hoa Kỳ.